# Vacina contra cólera
As vacinas contra cólera são vacinas que são eficazes na prevenção da cólera. Elas são cerca de 85% eficazes durante os primeiros seis meses e 50% a 60% eficazes durante o primeiro ano. A eficácia diminui para menos de 50% após dois anos. Quando uma parcela significativa da população é imunizada, benefícios da imunidade de rebanho podem ocorrer mesmo entre os não imunizados. A Organização Mundial de Saúde recomenda seu uso em combinação com outras medidas, entre aqueles de alto risco. Duas doses ou três doses da forma oral, normalmente são recomendadas. Uma forma injetável está disponível em algumas, mas não todas, as áreas do mundo.
Ambos os tipos disponíveis de vacina oral são geralmente seguros. Leve dor abdominal ou diarréia podem ocorrer. Eles são seguros na gravidez e em pacientes com baixa imunidade. Eles são licenciados para uso em mais de 60 países. Em países onde a doença é comum, a vacina parece possuir uma boa relação de custo-benefício.
As primeiras vacinas usadas contra a cólera foram desenvolvidas no final dos anos de 1800. Elas foram as primeiras vacinas feitas em laboratório que foram amplamente utilizadas. Vacinas orais foram introduzidas pela primeira vez na década de 1990. Está na Lista de Medicamentos Essenciais da Organização Mundial de Saúde, que são as medicações de maior necessidade no sistema básico de saúde. O custo de uma vacina contra a cólera está entre 0,1 e 4.0 USD.

## Uso médico
Vacinas orais contra a cólera são cada vez mais utilizadas como uma ferramenta adicional para o controle de surtos de cólera em combinação com as tradicionais intervenções para melhorar o abastecimento de água potável, de saneamento, de lavagem das mãos e outros meios para melhorar a higiene. Desde o licenciamento de Dukoral e Shanchol, mais de um milhão de doses dessas vacinas foram usadas em várias campanhas de vacinação oral contra cólera em todo o mundo. Além disso, o Vietname incorpora a vacinação oral contra cólera em seu programa de saúde pública e mais de 9 milhões de doses foram administradas através  de vacinação ou imunização de crianças em idade escolar como público-alvo em regiões endêmicas de cólera..
A vacina contra a cólera é largamente utilizada pelos mochileiros e pessoas visitando locais onde há alto risco de infecção de cólera. No entanto, uma vez que não fornece 100% de imunidade contra a doença, precauções de higiene de alimentos também devem ser levadas em consideração ao visitar uma área onde há um grande risco de se tornar infectado com cólera. Embora a proteção observada tem sido descrito como "moderada", a imunidade de rebanho pode multiplicar a eficácia da vacinação. Dukoral foi licenciado para crianças de 2 anos de idade ou mais, Shanchol para crianças de 1 ano de idade ou mais. A administração da vacina para adultos confere proteção adicional indireta (imunidade de rebanho) para crianças.

A Organização Mundial de Saúde (OMS) recomenda o uso da vacina, tanto preventivo como reativo, fazendo as seguintes declarações:
A OMS recomenda que as vacinas atualmente disponíveis contra a cólera sejam utilizadas como complemento do tradicional controle e medidas preventivas em áreas onde a doença é endêmica e devem ser consideradas em áreas de risco para surtos. A vacinação não deve interromper o fornecimento de outras intervenções de saúde de alta prioridade para controlar ou prevenir surtos de cólera.... Vacinação reativa pode ser considerada tendo em vista limitar a extensão de grandes surtos prolongados, desde que a infra-estrutura local, permita, e uma análise a fundo das informações passadas sobre cólera e a identificação de uma área alvo tenham sido realizadas.
A OMS até o final de 2013 estabeleceu um arsenal rotativo de 2 milhões de doses orais. O suprimento está aumentando para 6 milhões, após empresas sul-coreanas entrarem em produção (2016), já que a produção prévia não estava sendo capaz de processar a demanda da OMS no Haiti e no Sudão para 2015, nem em anos anteriores. A GAVI Alliance doou  $115 milhões de dólares para ajudar a pagar para expansões.

### Oral

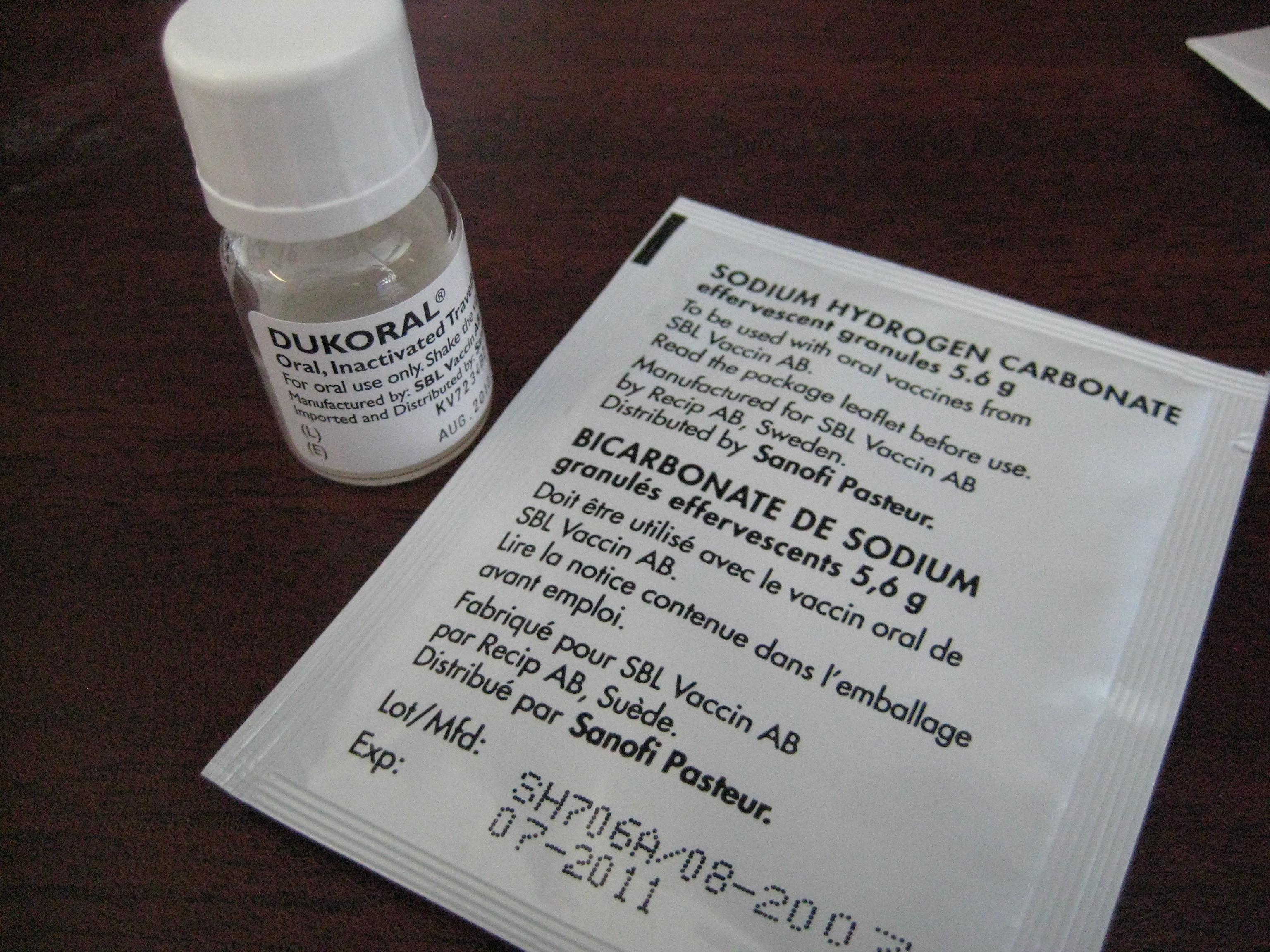
Dukoral: frasco de vacina inactivada com envelope de bicarbonato de sódio.

Vacinas orais fornecem proteção em 52% dos casos no primeiro ano após a vacinação e em 62% dos casos no segundo ano. Existem duas variantes da vacina oral atualmente em uso: WC-rBS e BivWC. WC-rBS (comercializada como "Dukoral") é uma vacina monovalente inativada contendo células mortas de V. cholerae O1, mais subunidade B recombinante da toxina da cólera adicional. BivWC (comercializada como "Shanchol" e "mORCVAX") é uma vacina inativada bivalente contendo células mortas de V. cholerae O1 e o V. cholerae O139. mORCVAX só está disponível no Vietnã.
Estirpes bacterianas de ambos sorotipos Inaba e Ogawa e dos biotipos de El Tor e Clássico são incluídos na vacina. Dukoral é tomado por via oral com um alcalinizador composto por bicarbonato, o que protege os antígenos do ácido gástrico. A vacina atua através da indução de anticorpos contra ambos os componentes da bactéria e da toxina da cólera. Os anticorpos anti-bacterianos intestinais impedem as bactérias de se fixar a parede intestinal, impedindo assim a colonização de V. cholerae O1. Os anticorpos intestinais anti-toxina impedem que a toxina da cólera se ligue à superfície da mucosa intestinal, evitando assim sintomas de diarreia provocados pela toxina.

### Injetável
Embora raramente usado, as vacinas contra cólera injetáveis são efetivas para pessoas que vivem em lugares onde a cólera é comum. Elas oferecem algum grau de proteção por até dois anos após uma única dose e por três anos com reforço anual. Elas reduzem o risco de morte por cólera em 50% no primeiro ano após vacinação.